# 이산루역
이샨루역(宜山路站, Yishan Road)은 중화인민공화국 상하이 쑤후이 구에 있는 카이솬루(凯旋路)와 이샨루(宜山路) 그리고 쑤홍루(徐虹路)에 있는 지하철 역이다.
상하이 지하철 3호선, 4호선, 9호선이 지나가는 교통의 요지이다.

## 역사
- 2000년 12월 26일 3호선 개통
- 2005년 12월 31일 4호선 개통
- 2008년 12월 28일 9호선 개통

## 버스 환승
73, 76, 87, 89, 93, 122, 138, 205, 171、224, 236, 251, 252, 303, 712, 721, 732, 808, 830, 857, 909, 924, 927, 931, 938

## 같이 보기
- 상하이 지하철